# شیخ مجیب‌الرحمن
شیخ مُجیب‌الرَحمن (به بنگالی: শেখ মুজিবুর রহমান) (زاده ۱۷ مارس ۱۹۲۰ – درگذشته ۱۵ اوت ۱۹۷۵) از سیاست‌مداران بنگلادشی و رهبر و بنیان‌گذار کشور بنگلادش بود.
وی خواهان برپایی دمکراسی پارلمانی به سبک سوسیالیستی بود.
شیخ مجیب در عین حال رهبر حزب عوامی لیگ و رهبر جدایی طلبان پاکستان شرقی بود که فعالیت‌های او به یک قیام مسلحانه در سال ۱۹۷۱ انجامید.
شیخ مجیب الرحمن در سال ۱۳۳۲ رهبر حزب عوامی لیگ گشت و برای ایجاد بنگلادش مستقل مبارزه کرد و در سال ۱۳۵۰ در کلکته هند دولت در تبعید بنگلادش را تشکیل داد و نخست وزیر این کشور شد. وی در ۵ بهمن ۱۳۵۳ به ریاست جمهوری بنگلادش رسید و نظام تک‌حزبی را در این کشور برقرار کرد، اما پس از هفت ماه در کودتایی نظامی کشته شد.

## کودتا و قتل

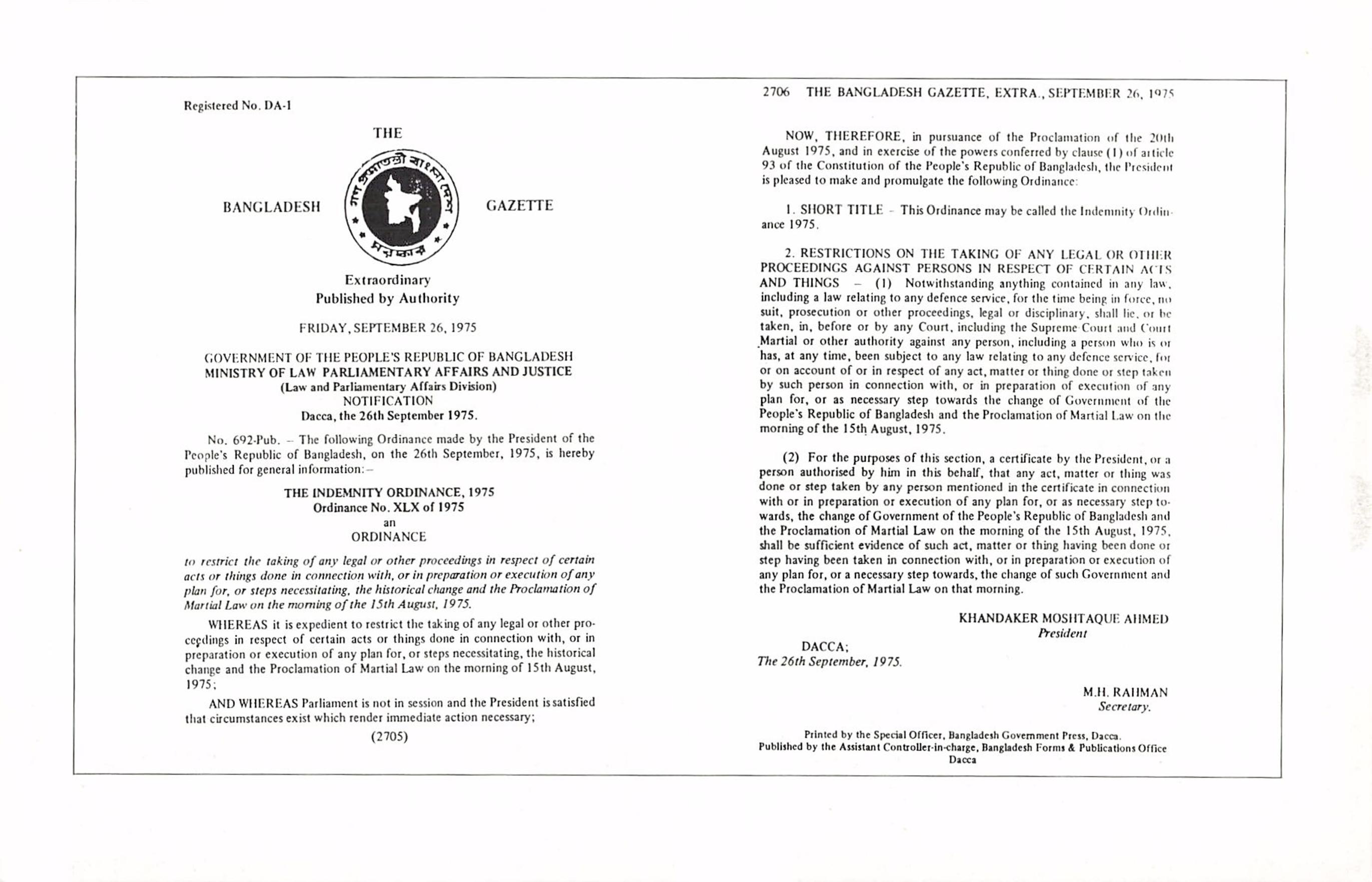
۱۹۷۵ در بنگلادش

در پانزدهم اوت سال ۱۹۷۵، چهار سال پس از تأسیس کشور مستقل بنگلادش در این کشور یک کودتای نظامی روی داد که ضمن آن شیخ مجیب الرحمن که به پدر بنگلادش معروف شده‌است، کشته شد و دولت تغییر یافت.
برخی تاریخ‌نگاران نوشته‌اند که برنامه‌های شیخ مجیب باعث نگرانی آمریکاییان شده بود و احتمالاً کودتای ۱۵ اوت ۱۹۷۵ با نقشه و کمک «سیا» انجام شده بود.
در جریان این کودتا که به دست افسران جزء صورت گرفته بود، اعضای خانواده شیخ مجیب و کارکنان دفتر او، جز دو دخترش که در مسافرت اروپا بودند، کشته شدند. شیخ مجیب هنگام مرگ ۵۵ ساله بود.
حاکم نظامی که پس از چند دور کودتا و ضد کودتا رهبری بنگلادش را پس از ترور مجیب‌الرحمن بر عهده گرفت ژنرال ضیاءالرحمن از رهبران نظامی دوران استقلال بود. وی عاملان ترور مجیب‌الرحمن را بخشید و آزاد کرد.
دختر ارشد شیخ مجیب‌الرحمن یعنی شیخ حسینه واجد، نخست‌وزیر کنونی بنگلادش و رئیس کنونی حزب عوامی لیگ است.